# متيم قرنفلي الوجه

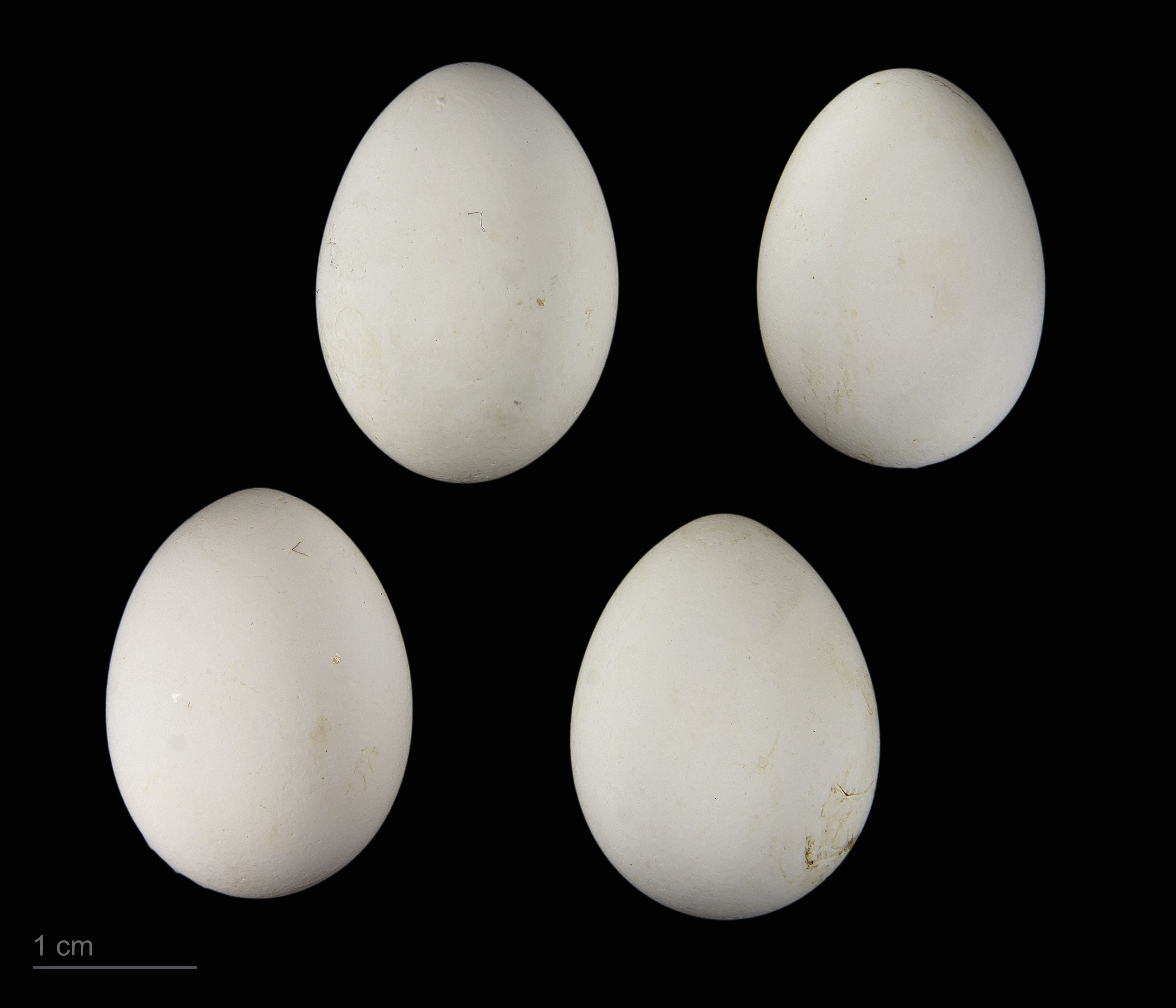
Agapornis roseicollis

المُتَيَّم قرنفلي الوجه (الاسم العلمي: Agapornis roseicollis) هو طائر ينتمي إلى فصيلة ببغاوات العالم القديم.

## الانتشار
تعد مناطق جنوب غرب إفريقيا هي الموطن الأصلي لببغاء، إذ يكثُر وجودها في غرب ناميبيا، وفي جنوب غرب أنغولا.